# 前橋総合運動公園
前橋総合運動公園（まえばしそうごううんどうこうえん）は、前橋市の市営都市公園である。1980年（昭和55年）完成。

## 主要なスポーツ施設
- 陸上競技・サッカー場
  - ピッチは天然芝、トラックは全天候型。
  - メインスタンドがある。
  - 関東サッカーリーグ・tonan前橋が、Jリーグ百年構想クラブの申請（2013年（平成25年）9月承認→2019年（令和元年）7月退会）に当たって本拠地として登録しているが、現在は収容人員がJ3開催基準の5000人を満たしていないためJリーグへの昇格が不可能となっている。
- 前橋市民球場
  - 全国高等学校野球選手権群馬大会を初めとしたアマチュア野球で使用されている他、独立セミプロ野球のルートインBCリーグの群馬ダイヤモンドペガサスも主会場としている。
- テニス場
  - 人工芝（砂入り）コート全16面。このうち照明設備10面・14基を設置。
  - 第38回国民体育大会「あかぎ国体」のテニスの会場となった[1]。また2017年（平成29年）には天皇賜盃・皇后賜盃全日本ソフトテニス選手権大会の会場にも。
- コミュニティープール
  - 短水路（25m）プール7コース、幼児用プール、ジャグジー他。開閉式屋根あり。
- 健康増進指導室
  - 体育館。バドミントン2面、卓球台4台を常設。その他の屋内球技にも対応。
- 軽スポーツ広場
  - グラウンドゴルフ（9ホール）コース。
- 芝生広場・自由広場
  - サッカー・ラグビーなどの球技練習や、レクリエーションに使用可能。
- トリムコース（1周1800m）、ジョギングコース（1周600m）
  - 園内循環コース。
- 鶴谷沼
  - 釣り池

## その他
- 公園の拡張工事が進められており、2017年（平成29年）度末までの一部施設供用開始を目指している[2]。
- 公園所在地が、前橋市と合併する前の城南村の地域であった事から、近隣では「城南運動公園」と呼ばれる事もあり、公園内北部に存在するバス停の名称が「城南運動公園」となっているのは、その名残りである。